# Lee Woo-seok
Lee Woo-seok (kor. 이우석; * 7. August 1997 in Seoul) ist ein südkoreanischer Bogenschütze.

## Karriere
Lee Woo-seok war bereits im Juniorenbereich sehr erfolgreich. So gewann er bei den Olympischen Jugend-Sommerspielen 2014 in Nanjing im Einzel die Goldmedaille, nachdem er sowohl in der Qualifikationsrunde den ersten Platz belegt hatte als auch sämtliche Begegnungen in der nachfolgenden K.-o.-Runde gewann. Dabei besiegte er im Halbfinale Mete Gazoz aus der Türkei und im Finale den Brasilianer Marcus D’Almeida. Ein Jahr darauf wurde Lee in Bangkok im Einzel und mit der Mannschaft jeweils Asienmeister, während er im Mixed mit Chang Hye-jin den zweiten Platz belegte. In Dhaka wiederholte er 2017 diesen Erfolg mit der Mannschaft, während er im Einzel Fünfter wurde. Er vertrat Südkorea bei den Asienspielen 2018 in Jakarta und erreichte im Einzel- und im Mannschaftswettbewerb jeweils das Finale. Im Einzel unterlag er seinem Mannschaftskameraden Kim Woo-jin mit 4:6, im Mannschaftswettkampf verloren die Südkoreaner gegen die Mannschaft von Chinesisch Taipeh mit 3:5.
2019 wurde Lee in Bangkok wie schon im Jahr 2015 sowohl im Einzel als auch mit der Mannschaft Asienmeister. In ’s-Hertogenbosch belegte er ebenfalls 2019 mit der Mannschaft den dritten Platz der Weltmeisterschaften, nachdem er zuvor mit Kang Chae-young im Mixed den Weltmeistertitel gewonnen hatte. Seine nächste Podiumsplatzierung gelang Lee bei den Asienmeisterschaften 2019 in Dhaka mit dem dritten Rang im Einzel. Bei den 2023 ausgetragenen Asienspielen 2022 in Hangzhou belegte Lee ebenfalls Rang drei im Einzel. Zusammen mit Oh Jin-hyek und Kim Je-deok erreichte er mit dem Gewinn der Goldmedaille ein noch besseres Resultat: mit 5:1 bezwangen die Südkoreaner im Finale die Mannschaft Indiens. Im Mixed sicherte er sich mit Lim Si-hyeon eine weitere Goldmedaille, die beiden verloren im gesamten Wettbewerb lediglich einen Satz. Ebenfalls 2023 wurde Lee mit Kim Je-deok und Kim Woo-jin im Mannschaftswettbewerb außerdem Weltmeister in Berlin und Asienmeister in Bangkok. Bei den Asienmeisterschaften gewann er außerdem ebenfalls die Mixedkonkurrenz mit Lim Si-hyeon sowie die Bronzemedaille im Einzel.
Bei den Olympischen Spielen 2024 in Paris ging Lee in zwei Disziplinen an den Start. Im Einzel schloss er die Platzierungsrunde auf dem fünften Rang ab und traf nach drei Auftakterfolgen im Viertelfinale auf den Italiener Mauro Nespoli, den er im entscheidenden Satz knapp mit 28:27 besiegte. Im anschließenden Halbfinale unterlag er Kim Woo-jin ähnlich knapp im entscheidenden fünften Satz mit 27:29. Im Duell um Bronze traf Lee auf den Deutschen Florian Unruh und gewann die Partie glatt mit 6:0, womit er sich die Bronzemedaille sicherte. Zuvor hatte Lee im Mannschaftswettbewerb einen seiner größten Erfolge gefeiert. Nach Rang eins in der Platzierungsrunde besiegte die südkoreanische Mannschaft, zu der außerdem noch Kim Je-deok und Kim Woo-jin gehörten, nacheinander die Mannschaften Japans, Chinas und Frankreichs, sodass Lee Olympiasieger wurde.